# لودی (میزوری)
لودی (به انگلیسی: Lodi) یک منطقهٔ مسکونی در ایالات متحده آمریکا است که در شهرستان وین، میزوری واقع شده‌است. لودی ۱۳۰٫۱۵ متر بالاتر از سطح دریا واقع شده‌است.